# Arbúcies
Arbúcies est une municipalité dans la région de la Selva dans la province de Gérone, Catalogne (Espagne).

## Économie
La ville s'est spécialisée dans l'industrie de la carrosserie des bus.

## Lieux et monuments
- Château Montsoriu, situé sur une colline à 650 mètres, dans le parc naturel de Montseny.
- Église romane de Sant Père Desplà.
- Église de Santa Maria de Lliors.
- Musée ethnologique du Montseny, centre d'information et de documentation du parc naturel de Montsény de la préhistoire à nos jours.

## Personnalités
- Antoni Campañà (1906-1989), photographe connu pour son travail sur la guerre d'Espagne ;
- Mercè Pons (1966-), actrice;
- Tere Recarens (1967-), artiste contemporaine[1] ;
- Keita Baldé (1995-), joueur de football[2].

## Notes et références

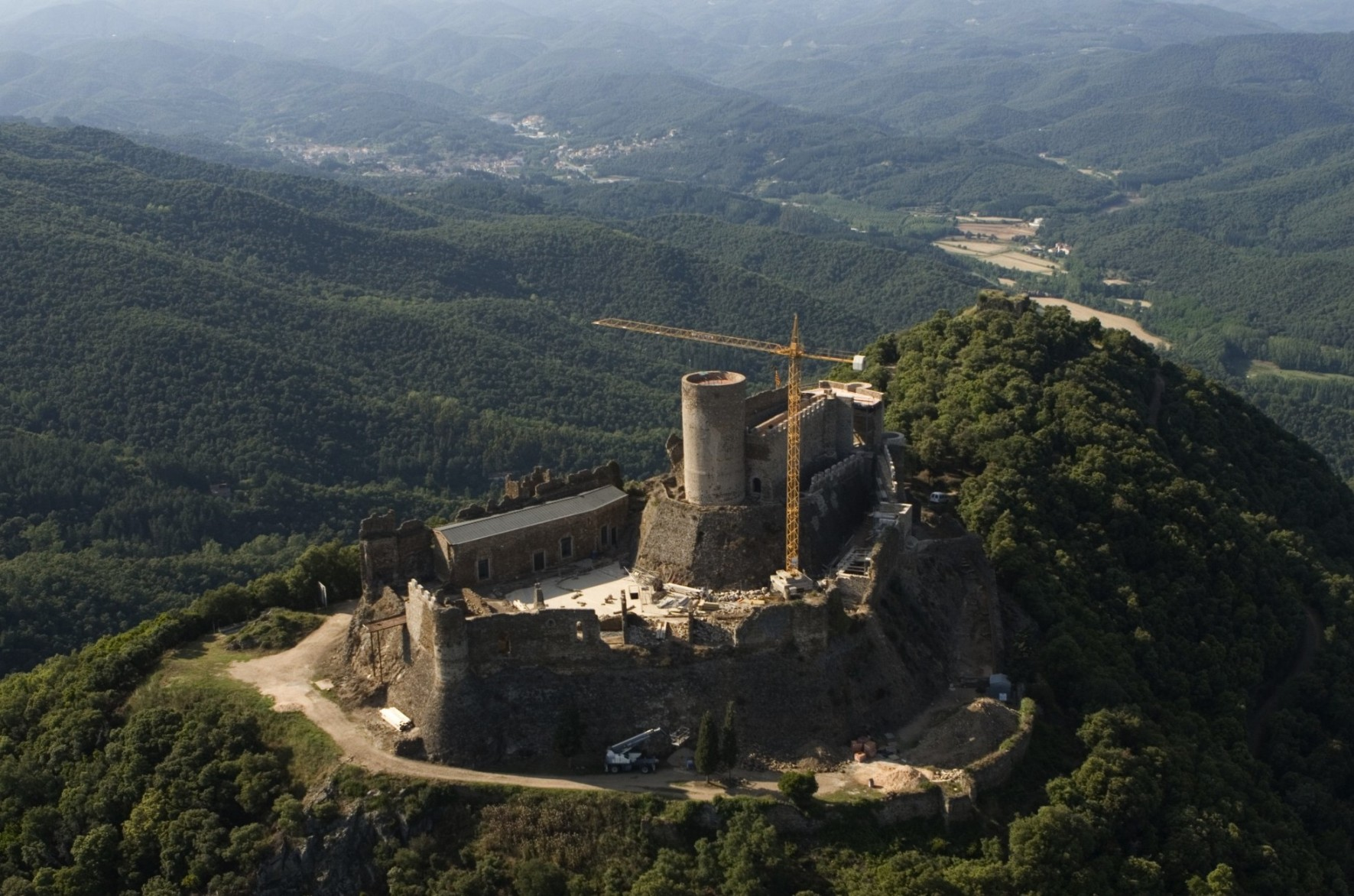
Le château de Montsoriou
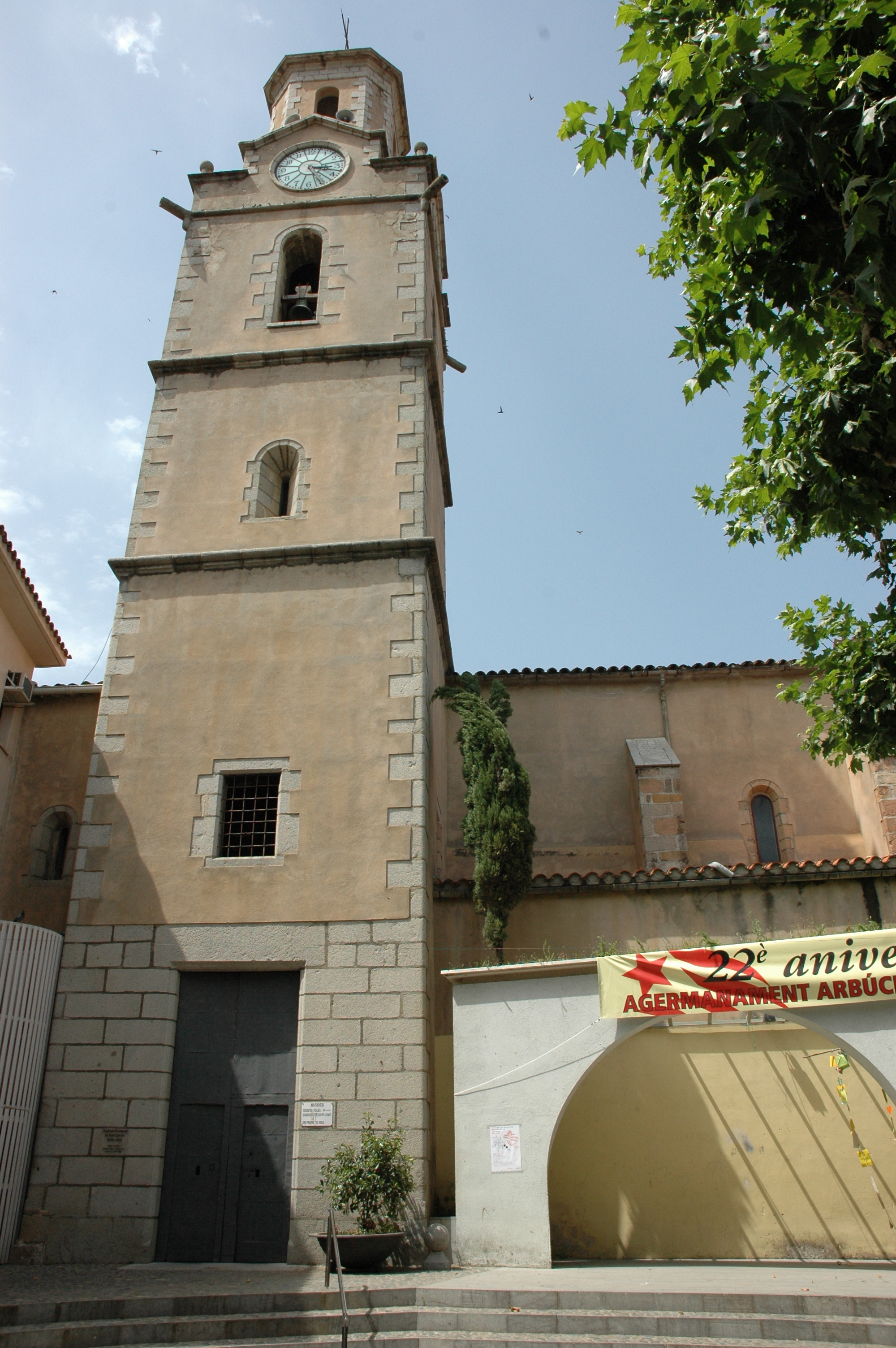
L'église de Sant Quirze

## Jumelage
- Florac (France) depuis 1987